# Semana de Kiel
A Semana de Kiel (em alemão:  Kieler Woche) é uma competição de vela e uma festa popular, realizada anualmente em Kiel, capital do estado de Schleswig-Holstein, no norte da Alemanha.
A regata tem lugar na última semana completa de junho, e acontece no fiorde de Kiel, onde está localizada a cidade de Kiel.

O evento termina com a parada de Windjammer (Windjammer Parade) onde um grande número de barcos e navios desfilam no fiorde de Kiel.

É atualmente é considerado o maior evento de vela do mundo e a maior festa popular do Norte da Europa, com milhões de participantes.